# Marmaroplegma clio
Marmaroplegma clio är en fjärilsart som beskrevs av Fawcett. Marmaroplegma clio ingår i släktet Marmaroplegma och familjen Eupterotidae. Inga underarter finns listade i Catalogue of Life.